# 石圍牆遺址
24°28′22″N 120°49′06″E / 24.472714°N 120.818334°E
石圍牆遺址，位於臺灣苗栗縣公館鄉石墻村，為墾民在嘉慶年間所建的防禦工事，1935年關刀山地震後僅存部分。

## 歷史

### 原貌
嘉慶二十二年（1817年），拓墾銅鑼灣樟樹林的吳琳芳率領墾民至道卡斯族新港社獵場開墾石圍墻。在石墻村開設濟仁商店的邱新和說，當時先民為抵禦原住民侵擾與防洪，以高七尺、寬六尺的石牆圍出兩甲地，另設南、北柵門，彷如城堡。此處稱為「石城」，是因作為開發後龍溪上游的前進寨堡。
柵門口設有門炮與四銃庫，晚上關門，平時有隘勇巡守。兒時見過此圍牆的謝春梅回憶，石墻種植帶刺的鳥不棲、刺竹，並有銃孔。
在內部建物上，牆內有縱、橫各三條巷道，以預防外敵入侵內部後有利居民逃命。原先牆內只有一口稱為「南興井」的井。後來，村民從後龍溪的穿龍圳引水，規定每天凌晨各家各戶挑水回家放入水缸貯水，日出後才可以洗衣服，以維護飲水衛生和安全。

### 駐守

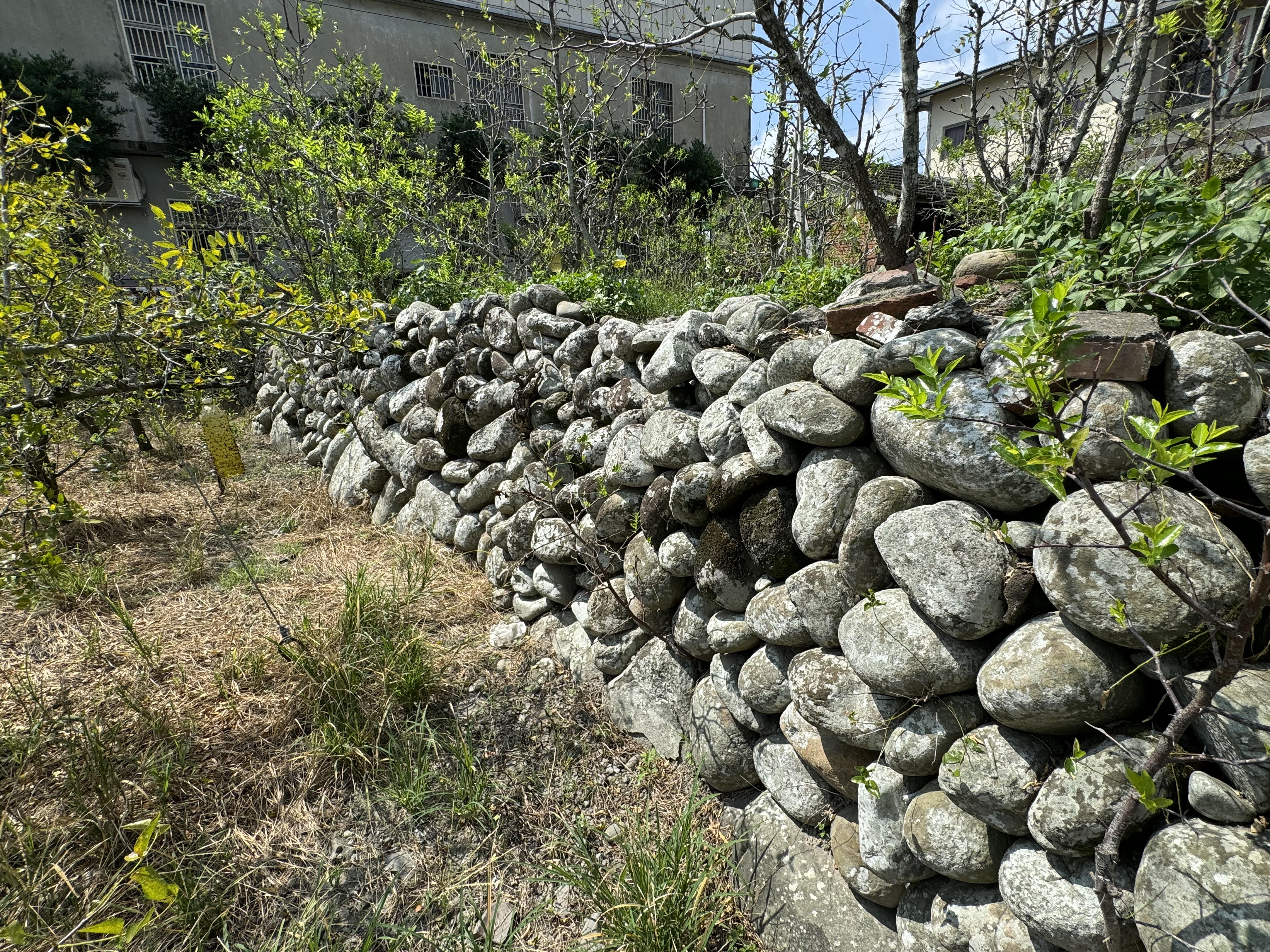
殘存石圍牆

石圍墻庄民與後龍溪中游的芎蕉灣、中心埔、七十分、老鷄隆這四庄結盟，以中心埔五穀廟為共同信仰中心，組成名為「芎中七石隆興」的聯庄。一次，原住民趁壯丁外出墾荒來襲，墾民邱友元張姓妻子便自己開火抵禦，獲得官方獎賞，因此她去世後墓碑刻有「皇恩寵賜」。
石圍牆墾民每年農曆七月二十九舉辦普渡，超度與原住民作戰而身亡的人。吳琳芳更建立原為家廟的揆一樓，成為村民信仰中心。光緒元年（1875年）因爭奪灌溉水源，發生吳阿來事件後，墾民與另外四庄就此每年定期聯合南下北港媽祖廟進香。
1877年到1878年，美國賓州泰特斯維爾人絡克（Robert D. Locke）等受清政府邀請，到出磺坑開採油井。據陳北開兄長陳漢初手寫的《石圍牆越蹟通鑑》記載，絡克與簡時（A.Port Karns）這兩位美國工程師因怕原住民，不願住在福基村的宿舍，而遷到在石圍牆內。

### 今狀

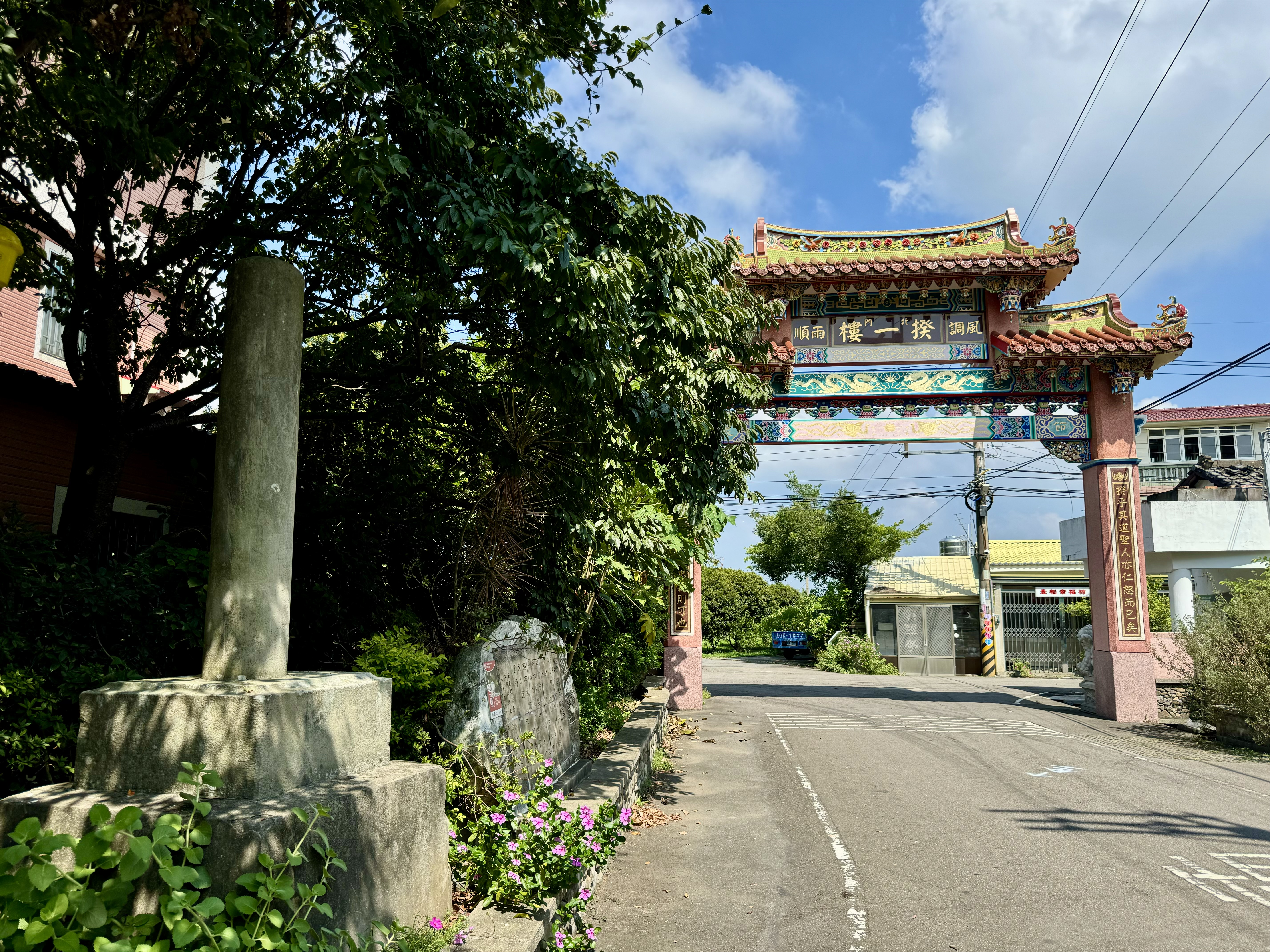
大震災石圍牆庄殉難紀念碑與揆一樓門樓（石圍牆新建北柵門）

陳北開表示石圍牆在關刀山地震後、加上村民建屋拆牆，僅存兩段殘牆。其中一段在石墻村7鄰石墻158號前，1960年代由村民鄧明開買下種紅棗後牆高僅剩一半，今長8公尺。石墻村仍可見許多小卵石堆成的矮牆，是因當地客家人習慣取小卵石築成地界。
1978年，張毅為調查出磺坑歷史，與莊靈在石墻村見到石圍牆時，感嘆林安泰古厝被拆、臺北府城北門面目全非，認為再過一百年後牆體也許就不存在了。之後，張毅在陳耀圻的協助下，把此地歷史寫成小說《源》，就此受到編劇界的重視。2001年8月12日，李喬在苗栗新故鄉協會協助下，帶學員來石圍牆，以見李喬創作《寒夜三部曲》的源頭。
2007年5月9日，行政院客家委員會副主委莊錦華勘查出礦坑時，建議可對石圍牆遺址作重建。2011年，石墻村耆老陳順松、張火木、徐烘昌等提議重建石圍牆北柵門，由曾氏基金會資助後得約兩百萬元。2013年3月30日落成時，縣長劉政鴻、立委徐耀昌、鄉長彭德台等地方人士見證。